# 大縣郡
大縣郡为過去日本大阪府轄下的一个郡，已于1896年4月1日与周邊的郡合并为中河內郡。
在1880年實施郡區町村編制法時的轄區包括现現在的柏原市的東北部區域及八尾市的東南部一小部分區域。

## 歷史
在令制國時代屬於河內國，最初原為堅下郡和堅上郡兩郡，8世紀時合併為大縣郡。
式內社
根據《延喜式神名帳》記載，大縣郡有以下小社11座11社。
| 神名帳       | 神名帳 | 神名帳 | 比定社           | 比定社               | 比定社 | 集成 |
| 社名         | 格     | 付記   | 社名             | 所在地               | 備考   | 集成 |
| ------------ | ------ | ------ | ---------------- | -------------------- | ------ | ---- |
| 天湯川田神社 | 小     |        | 天湯川田神社     | 大阪府柏原市高井田   |        |      |
| 宿奈川田神社 | 小     |        | 宿奈川田神社     | 大阪府柏原市高井田   |        |      |
| 金山孫神社   | 小     |        | 金山孫神社       | 大阪府柏原市青谷     |        |      |
| 金山孫女神社 | 小     |        | 金山媛神社       | 大阪府柏原市雁多尾畑 |        |      |
| 鐸比古神社   | 小     |        | 鐸比古鐸比賣神社 | 大阪府柏原市大縣     |        |      |
| 鐸比賣神社   | 小     |        | 鐸比古鐸比賣神社 | 大阪府柏原市大縣     |        |      |
| 大狛神社     | 小     |        | 大狛神社         | 大阪府柏原市本堂     |        |      |
| 若倭彥命神社 | 小     |        | 若倭彥命神社     | 大阪府柏原市平野     |        |      |
| 若倭姬命神社 | 小     | 鍬     | 若倭姬命神社     | 大阪府柏原市山之井町 |        |      |
| 石神社       | 小     |        | 石神社           | 大阪府柏原市太平寺町 |        |      |
| 常世岐姬神社 | 小     |        | 常世岐姬神社     | 大阪府八尾市神宮寺   |        |      |

江戶時代以後
江戶時代大部分區域為小田原藩的領地，其他另有部分區域屬於幕府直轄領地、旗本領、狹山藩、淺尾藩
1868年明治維新後，郡內區域曾先後隸屬大坂裁判所（後改為大阪府）、河內縣、堺縣、淺尾縣、深津縣，最後在1872年的第一次府縣整併中全數被併入堺縣。
1880年實施郡區町村編製法，正式的設置了近代的行政區劃「大縣郡」，但並未設置自己的郡役所，而是與周邊的丹北郡、高安郡、澀川郡、若江郡、河內郡共同設立「八尾郡役所」，郡役所位於若江郡寺內村（位於現在的八尾市），因此八尾郡役所後來也被更名為「丹北高安澀川大縣若江河內郡役所」。
1881年，由於堺縣被併入大阪府，大縣郡隨之成為大阪府的轄區。

### 沿革

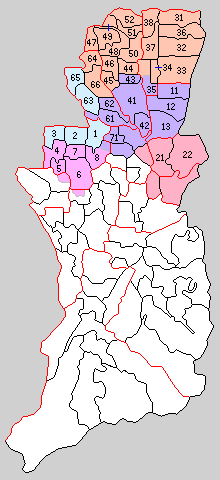
1889年大縣郡轄下的行政區劃：
21.堅下村 22.堅上村
（紅色：現屬柏原市、1 - 8屬丹北郡、11 - 13屬高安郡、31 - 38屬河內郡、41 - 52屬若江郡、61 - 66屬澀川郡、71屬志紀郡）

- 1889年04月1日：實施町村制，大縣郡下設堅下村（日语：堅下）和堅上村（日语：堅上），而過去原屬大縣郡的神宮寺（日语：神宮寺_(八尾市の地名)）則併入高安郡南高安村（日语：高安_(八尾市)）。（2村）
- 1896年04月1日：實施郡制（日语：郡制），同時原屬於「丹北高安澀川大縣若江河內郡役所」的區域再加上志紀郡三木本村被合併為中河內郡。